# Miguel Carol
Miguel Carol es un deportista español que compitió en natación adaptada. Ganó dos medallas en los Juegos Paralímpicos de Tel Aviv 1968.

## Palmarés internacional
| Juegos Paralímpicos | Juegos Paralímpicos | Juegos Paralímpicos | Juegos Paralímpicos       |
| Año                 | Lugar               | Medalla             | Prueba                    |
| ------------------- | ------------------- | ------------------- | ------------------------- |
| 1968                | Tel Aviv (Israel)   | Medalla de plata    | 50 m braza clase especial |
| 1968                | Tel Aviv (Israel)   | Medalla de bronce   | 100 m braza clase abierta |